# 니콜라 아나스타소프
니콜라 스토야노프 아나스타소프(불가리아어: Никола Стоянов Анастасов, 1932년 4월 22일~2016년 8월 8일)는 불가리아의 배우이다.